# Aristandre de Paros
Aristànder de Paros (en llatí Aristander, en grec antic Άρίστανδρος) fou un escultor de l'illa de Paros.
Va ser l'autor d'un dels trípodes elaborats a partir de les restes de la batalla d'Egospòtam (405 aC) dedicats a Amicles. L'altre trípode el va fer Policlet. Els dos trípodes tenien figures a sota, entre els peus, el d'Aristànder una imatge d'Esparta amb una lira, i la Policlet una figura d'Afrodita.